# Korey Stringer
Korey Damont Stringer (* 8. Mai 1974 in Warren, Ohio; † 1. August 2001 in Mankato, Minnesota) war ein US-amerikanischer American-Football-Spieler auf der Position des Offensive Tackles. Stringer spielte sechs Jahre für die Minnesota Vikings in der National Football League (NFL). Er starb während eines Trainingscamps vor der Saison 2001 an einem Hitzeschlag.

## Karriere

### NFL
Die Minnesota Vikings wählten Stringer im NFL Draft 1995 in der ersten Runde als 24. Spieler aus. Der 1,93 Meter große und 152 Kilogramm schwere Defensive Tackle hatte während der sechs Jahre einen Platz in der Start-Mannschaft. In seiner letzten Saison 2000 wurde er in den Pro Bowl gewählt.

### Tod und Konsequenzen
Am 1. August 2001 erlitt Korey Stringer während einer normalen Trainingseinheit einen plötzlichen Hitzeschlag und starb in dessen Folge. Seine Frau leitete nach dem Tod rechtliche Schritte sowohl gegen die NFL, als auch gegen Riddell Sports Group, den Hersteller von Stringers Helm und Schulterprotektoren, ein. Als Konsequenz führte die Liga ein umfangreiches Präventionsprogramm gegen Hitzeschäden ein. Riddell Inc. wurde vorgeworfen, Stringer nicht genügend auf mögliche Gefahren hingewiesen zu haben. Sie wurden zur Verbesserung ihrer Produkte verpflichtet.
Stringers Trikotnummer 77 wird bei den Vikings seit 2001 nicht mehr vergeben.